# Hangzhou Open
Hangzhou Open var en årlig tennisturnering for mænd, der var en del af ATP Tour 250-serien i 2024, da den overtog Zhuhai Championships. Fra 2025 blev den lavet om til Zhuhai Championships. Den blev spillet på hardcourt udendørs. Turneringen fandt sted på Hangzhou Olympic Sports Expo Center i Hangzhou, Kina.

## Tidligere finaler

### Singles
| År   | Vinder      | FInalist      | Score              |
| ---- | ----------- | ------------- | ------------------ |
| 2024 | Marin Čilić | Zhang Zhizhen | 7–6(7–5), 7–6(7–5) |

### Doubles
| År   | Vinder                                       | FInalist                           | Score              |
| ---- | -------------------------------------------- | ---------------------------------- | ------------------ |
| 2024 | Jeevan Nedunchezhiyan Vijay Sundar Prashanth | Constantin Frantzen Hendrik Jebens | 4–6, 7–6(7–5),10–7 |